# Sethnacht
Sethnacht, auch vollständig Sethnachtmereramunre († 17. Dezember 1188 v. Chr.), war ein altägyptischer König (Pharao) und der Begründer der 20. Dynastie (Neues Reich). Seine offizielle Regierungsdauer wird auf die Zeit von 1190 v. Chr. bis 1187 v. Chr. angesetzt; als Alleinherrscher vom 10. Payni (11. März) 1188 v. Chr. bis zum 16. Peret III (17. Dezember) 1188 v. Chr.

## Familie
Die familiäre Herkunft Sethnachts ist bislang ungeklärt. Seine Große königliche Gemahlin war Teje-Mereniset. Sein bekanntester Sohn ist sein Nachfolger Ramses III.

## Dynastischer Übergang
Wie sich der Übergang von der 19. zur 20. Dynastie abgespielt hat, ist ungeklärt. So soll Sethnacht nach dem Papyrus Harris I und einer Stele aus Elephantine von Gott Re selbst zum Pharao auserwählt worden sein. Diese Form der Regierungsübernahme lässt ihn als Usurpator erscheinen, da ihm die sonst traditionell verkündete Anerkennung als legitimer Nachfolger fehlte und nicht designierte Könige sich immer auf die Ernennung durch Götterbeschluss beriefen.
Zuvor herrschten im Land anomische Zustände, da beispielsweise rituelle Opfer für die Tempel fehlten und Plünderungen erfolgten. Er soll die Gegner des Landes bezwungen haben, die offenbar auch von Teilen der eigenen Armee unterstützt wurden. Dass der Kanzler Bay hierbei der Drahtzieher war, der versuchte die Macht an sich zu reißen, ist unwahrscheinlich, da dieser schon im 5. Regierungsjahr Siptahs hingerichtet wurde.

## Herrschaft
Nach dem Tod der Tausret verfolgte Sethnacht systematisch ihr Andenken, indem er ihr Grab usurpierte bzw. möglicherweise sein Sohn Ramses III. für ihn. Die Arbeiten an dem für sie vorgesehenen Grab wurden eingestellt. Die Erinnerungen an Tausret hat man ausgelöscht. In der Statuenprozession von Medinet Habu anlässlich des Min-Festes folgte Sethnacht direkt auf Sethos II. Siptah und Tausret wurden ausgelassen. Wesir während seiner Regierung war Hori, Bakenchons war Hohepriester des Amun.

## Tod
Nach seinem Tod am 17. Dezember 1188 v. Chr. wurde er am 26. Schemu I (25. Februar) 1187 v. Chr. im von Tausret übernommenen Grab im Tal der Könige (KV14) beigesetzt und in der 21. Dynastie aber offenbar in das als Versteck dienende Grab des Amenophis II. (KV35) umgebettet.